# Louise-Victorine Ackermann
Louise-Victorine Ackermann nata Choquet (Parigi, 30 novembre 1813 – Nizza, 3 agosto 1890) è stata una poetessa francese.

## Biografia
Nacque e crebbe a Parigi da genitori piccardi. Suo padre, volterriano e amante delle lettere, le fece impartire un'educazione lontana dall'insegnamento religioso. Fu lui l'iniziatore delle prime letture della figlia. Di temperamento indipendente, lasciò Parigi a trentatré anni preferendo la solitudine della campagna, portando con sé la moglie e le sue tre figlie. Louise trascorse dunque gli anni della giovinezza nel contesto rurale nei pressi di Montdidier, a sud-est di Amiens.
Visse un'infanzia solitaria. Il suo temperamento studioso e meditativo si manifestò molto presto, isolandola dagli altri bambini della sua età e dalle sue sorelle. La madre, che mal sopportava la vita campagnola, era rosa dalla noia e fu poco conciliante con la figlia maggiore. Ella pretese che facesse la prima comunione, per rispettare le convenzioni mondane. Louise scoprì così la religione entrando in pensione a Montdidier, e vi mise all'inizio un'adesione fervente, che allarmò suo padre. Quest'ultimo s'incaricò allora di dare inizio alla sua istruzione, imbevendola della filosofia degli enciclopedisti; in particolare, le fece leggere Voltaire, e lo spirito del filosofo provocò il primo divorzio tra Louise Choquet e il cattolicesimo.
Di ritorno dalla pensione, Louise continuò le sue letture e i suoi studi nella biblioteca paterna, scoprendo Platone e Buffon. In questo periodo cominciò a comporre i suoi primi versi. Sua madre ne fu turbata, avendo forti pregiudizi verso i letterati. Chiese consiglio a una cugina di Parigi, che le raccomandò al contrario di non frenare gli slanci della figlia ma di incoraggiarli.
Nel 1829, Louise venne dunque messa in pensione a Parigi, in un grande istituto diretto dalla madre dell'abate Saint-Léon Daubrée. Allieva selvatica, venne soprannominata «l'orsetto» dai suoi compagni di classe, ma ben presto divenne la favorita del professore di letteratura, Biscarat, amico intimo della famiglia Hugo. Avendo scoperto che l'allieva componeva versi, portò alcune delle sue opere da Victor Hugo che le diede consigli.
Biscarat nutrì le letture dell'allieva fornendole le produzioni di autori contemporanei. Lei scoprì anche gli autori inglesi e tedeschi: Byron, Shakespeare, Goethe e Schiller. La lettura parallela della teologia dell'abate Daubrée la fece rinunciare definitivamente al pensiero religioso, sebbene confessò nelle sue memorie di aver avuto in seguito delle «ricadute di misticismo».
Al termine dei tre anni di pensionato, tornò dalla sua famiglia e continuò i suoi studi e le sue opere da sola, facendo scoprire ai suoi più vicini gli autori moderni, Hugo, Vigny, Musset, Sénancour. Ma la morte del padre la privò presto del solo sostegno familiare che valorizzava le sue competenze letterarie. La madre le proibì la frequentazione degli autori, e Louise rinunciò per un certo periodo alla poesia. Ottenne nel 1838 di poter partire per Berlino per un anno, in un istituto modello per giovani donne diretto da Schubart, allo scopo di studiare e perfezionare il tedesco. Lei rimase incantata dalla città di Berlino, che definì così:
«La città dei miei sogni. Con poche eccezioni, i suoi abitanti vivevano solo per imparare o per insegnare.»
Vi ritornò tre anni dopo, alla morte della madre. Vi incontrò Paul Ackermann, pastore protestante, poeta e filologo alsaziano, amico di Proudhon, che si innamorò di lei e che sposò nel 1843 senza reale entusiasmo.
«Avrei fatto tranquillamente a meno di qualsiasi amore nella mia vita; ma incontrando lui, così sincero e così profondo, non ebbi il coraggio di respingerlo. Allora mi sposai, ma senza alcun coinvolgimento; facevo semplicemente un matrimonio di convenienza morale.» (in Ma Vie)
Con sua grande sorpresa, questo matrimonio fu perfettamente felice, ma breve: Paul Ackermann morì per malattia il 26 luglio 1846 all'età di 34 anni. Molto provata dalla vedovanza, Louise raggiunse una delle sue sorelle a Nizza, dove comprò un piccolo feudo isolato. Dedicò vari anni ai lavori agricoli, finché non le ritornò la voglia di far poesia. Le sue prime pubblicazioni (Contes en vers, 1855; Contes et poésies, 1862) suscitarono poco interesse. Fu in effetti un'altra pubblicazione, molto diversa da questi semplici ed affascinanti contes a costruire la vera reputazione di Madame Ackermann: nel 1874 pubblicò Poésies, premières poésies, poésies philosophiques, un volume di versi cupi e possenti, che esprimono la sua rivolta contro le sofferenze umane. Il volume attirò l'attenzione di alcuni critici, che ne tesserono le lodi biasimando al contempo il suo pessimismo, attribuendolo all'influenza della letteratura tedesca. Lei negò questa influenza, reclamando come sua la negatività dei suoi pensieri, e dimostrando che questa appariva già nelle sue primissime poesie. Una recensione entusiastica apparve sulla Revue des deux mondes del maggio 1871 ad opera di E. Caro, il quale, pur criticando l'impiète désespérée dei versi, rese piena giustizia al loro vigore e all'eccellenza della loro forma. In questi componimenti ella rivela la sua forza morale, manifestando uno stato d'animo rassegnato e disilluso che, rinunciando a nutrire speranze di vita ultraterrena, accetta la condizione umana con dignità e nobiltà.
Subito dopo la pubblicazione di questo volume, Madame Ackermann tornò a Parigi, dove riunì attorno a sé un circolo di amici, ma non pubblicò altro, se si eccettua un volume in prosa, le Pensées d'une solitaire (1883), al quale antepose una breve autobiografia nella quale rivela un pensiero lucido, un amore per lo studio e per la solitudine, oltre alla preoccupazione per l'umanità che traspare dai suoi testi.
Tenne inoltre un Journal che scrisse dal 1849 al 1865, pubblicato poi nel Mercure de France nel 1927.

## Citazioni
- "Ma paresse et mon indolence s'arrangeraient fort bien de garder mes Contes en portefeuille. Mon talent de fraîche date me fait l'effet de ces enfants survenus tard et sur lesquels on ne comptait pas. Ils dérangent terriblement les projets et menacent de troubler le repos des vieux jours." Journal, 25 maggio 1853.

- "Considéré de loin, à travers mes méditations solitaires, le genre humain m'apparaissait comme le héros d'un drame lamentable qui se joue dans un coin perdu de l'univers, en vertu de lois aveugles, devant une nature indifférente, avec le néant pour dénouement." (Ma Vie)

- "Mon enfance fut triste. Aussi haut que remontent mes souvenirs, je n'aperçois qu'un lointain sombre. Il me semble que le soleil n'a jamais lui dans ce temps-là. J'étais naturellement sauvage et concentrée. Les rares caresses auxquelles j'étais exposée m'étaient insupportables; je leur préférais cent fois les rebuffades." (Ma Vie)

- "Il Poeta è un evocatore di sentimenti e immagini e non un arrangiatore di parole e rime"

## Opere
Tutta l'opera di Louise Ackermann, messa in luce da Geruzez, Caro e Havet si componeva di 3 volumi di racconti e di poesie, più volte ristampati e il cui merito poetico venne molto lodato da quegli stessi che ne deprecarono le tendenze o pretese filosofiche.

I titoli:
- Contes, Garnier, Parigi, 1855.
- Contes et Poésies, 1863.
- Poésies philosophiques, Caisson et Mignon, Nizza, 1871.
- Poésies. Premières Poésies. Poésies philosophiques, Lemerre, Parigi, 1874.
- Œuvres de Louise Ackermann: Ma vie, Premières Poésies, Poésies philosophiques, Lemerre, Parigi, 1893.

Condensando in prosa le sue dottrine o le sue impressioni pessimiste, pubblicò la raccolta di poesie Pensées d'une solitaire preceduta da un'autobiografia (1883).
- Pensées d'une solitaire; précédées de fragments inédits, Lemerre, Parigi, 1903.